# Gasteracantha hecata
Gasteracantha hecata là một loài nhện trong họ Araneidae.
Loài này thuộc chi Gasteracantha. Gasteracantha hecata được Charles Athanase Walckenaer miêu tả năm 1842.